# Mischocyttarus ignotus
Mischocyttarus ignotus är en getingart som beskrevs av Zikan 1949. Mischocyttarus ignotus ingår i släktet Mischocyttarus och familjen getingar. Inga underarter finns listade i Catalogue of Life.